# Tsunami (canção)
"Tsunami" é uma canção da banda britânica de rock Manic Street Preachers, lançada em julho de 1999 como o quarto e último single do álbum This Is My Truth Tell Me Yours, lançado em 1998.
A música foi escrita pelos três membros da banda e foi lançada em várias edições, como remixes e também incluiu o clipe de "A Design for Life".
A música alcançou a 11ª posição na UK charts.

## Faixas
CD 1
1. "Tsunami" – 3:51
2. "Buildings for Dead People" – 5:29
3. "A Design for Life" (vídeo) – 4:20

CD 2
1. "Tsunami" – 3:50
2. "Tsunami" (Cornelius Remix) – 4:04
3. "Tsunami" (Electron Ray Tube Mix) – 6:43 (remixada por Stereolab)

Fita cassete
1. "Tsunami" – 3:50
2. "Motown Junk (Medley)" (Letras: Richey James, Nick Jones) – 4:02 (Live at the Tivoli in Utrecht in Holland on March 29, 1999)

## Ficha técnica
Banda
- James Dean Bradfield - vocais, guitarra
- Nicky Wire - baixo
- Sean Moore - bateria